# Umbraastrild
Umbraastrild (Pyrenestes minor) är en fågel i familjen astrilder inom ordningen tättingar.

## Utbredning och systematik
Fågeln förekommer från östra Tanzania till södra Malawi, östra Zimbabwe och norra Moçambique. Den behandlas som monotypisk, det vill säga att den inte delas in i några underarter.

## Status
IUCN kategoriserar arten som livskraftig.